# Secrétaire au Commerce des États-Unis
Le secrétaire au Commerce des États-Unis (en anglais : United States Secretary of Commerce) dirige le département du Commerce des États-Unis, établissant la politique commerciale et industrielle américaine. Membre du cabinet présidentiel, le secrétaire au Commerce est en 10e position sur la ligne de succession présidentielle et indépendant du Bureau du représentant américain au commerce, rattaché au Bureau exécutif du président des États-Unis, chargé des accords commerciaux négociés par l'administration.
Comme tout chef d'un département de la branche exécutive américaine, il est nommé par le président des États-Unis et est confirmé à son poste par le Sénat des États-Unis.

## Liste des secrétaires au Commerce
Alfred Schindler est secrétaire par intérim du 20 septembre au 7 octobre 1946, tout comme Luther H. Hodges Jr. du 31 octobre 1979 au 9 janvier 1980, Bud Brown du 25 juillet au 19 octobre 1987 et Otto Wolff du 20 janvier au 24 mars 2009. La fonction est déclarée vacante du 20 janvier au 27 février 2017.
| Nom                      | Mandat                               | Président                          |
| ------------------------ | ------------------------------------ | ---------------------------------- |
| William C. Redfield      | 5 mars 1913 – 31 octobre 1919        | Woodrow Wilson                     |
| Joshua W. Alexander      | 16 décembre 1919 – 4 mars 1921       | Woodrow Wilson                     |
| Herbert Clark Hoover     | 5 mars 1921 – 21 août 1928           | Warren G. Harding, Calvin Coolidge |
| William F. Whiting       | 22 août 1928 – 4 mars 1929           | Calvin Coolidge                    |
| Robert P. Lamont         | 5 mars 1929 – 7 août 1932            | Herbert Hoover                     |
| Roy D. Chapin            | 8 août 1932 – 3 mars 1933            | Herbert Hoover                     |
| Daniel C. Roper          | 4 mars 1933 – 23 décembre 1938       | Franklin Delano Roosevelt          |
| Harry Lloyd Hopkins      | 24 décembre 1938 – 18 septembre 1940 | Franklin Delano Roosevelt          |
| Jesse H. Jones           | 19 septembre 1940 – 1er mars 1945    | Franklin Delano Roosevelt          |
| Henry Wallace            | 2 mars 1945 – 20 septembre 1946      | Franklin Delano Roosevelt          |
| Henry Wallace            | 2 mars 1945 – 20 septembre 1946      | Harry S. Truman                    |
| William Averell Harriman | 7 octobre 1946 – 22 avril 1948       |                                    |
| Charles W. Sawyer        | 6 mai 1948 – 20 janvier 1953         |                                    |
| Sinclair Weeks           | 21 janvier 1953 – 10 novembre 1958   | Dwight D. Eisenhower               |
| Lewis Strauss (intérim)  | 13 novembre 1958 – 30 juin 1959      | Dwight D. Eisenhower               |
| Frederick H. Mueller     | 10 août 1959 – 19 janvier 1961       | Dwight D. Eisenhower               |
| Luther Hartwell Hodges   | 21 janvier 1961 – 15 janvier 1965    | Dwight D. Eisenhower               |
| Luther Hartwell Hodges   | 21 janvier 1961 – 15 janvier 1965    | Lyndon B. Johnson                  |
| John T. Connor           | 18 janvier 1965 – 31 janvier 1967    |                                    |
| Alexander Trowbridge     | 14 juin 1967 – 1er mars 1968         |                                    |
| Cyrus Rowlett Smith      | 6 mars 1968 – 19 janvier 1969        |                                    |
| Maurice Stans            | 21 janvier 1969 – 15 février 1972    | Richard Nixon                      |
| Peter George Peterson    | 29 février 1972 – 1er février 1973   | Richard Nixon                      |
| Frederick Baily Dent     | 2 février 1973 – 26 mars 1975        | Richard Nixon                      |
| Frederick Baily Dent     | 2 février 1973 – 26 mars 1975        | Gerald Ford                        |
| Rogers Morton            | 1er mai 1975 – 2 février 1976        |                                    |
| Elliot Richardson        | 2 février 1976 – 20 janvier 1977     |                                    |
| Juanita Morris Kreps     | 23 janvier 1977 – 31 octobre 1979    | Jimmy Carter                       |
| Philip Morris Klutznick  | 9 janvier 1980 – 19 janvier 1981     | Jimmy Carter                       |
| Howard Malcolm Baldrige  | 20 janvier 1981 – 25 juillet 1987    | Ronald Reagan                      |
| Calvin William Verity    | 19 octobre 1987 – 30 janvier 1989    | Ronald Reagan                      |
| Robert Mosbacher         | 31 janvier 1989 – 15 janvier 1992    | George H. W. Bush                  |
| Barbara Hackman Franklin | 27 février 1992 – 20 janvier 1993    | George H. W. Bush                  |
| Ronald Brown             | 22 janvier 1993 – 3 avril 1996       | Bill Clinton                       |
| Mickey Kantor            | 12 avril 1996 – 21 janvier 1997      | Bill Clinton                       |
| William Daley            | 30 janvier 1997 – 19 juillet 2000    | Bill Clinton                       |
| Norman Mineta            | 21 juillet 2000 – 19 janvier 2001    | Bill Clinton                       |
| Donald Evans             | 20 janvier 2001 – 7 février 2005     | George W. Bush                     |
| Carlos M. Gutierrez      | 7 février 2005 – 20 janvier 2009     | George W. Bush                     |
| Gary Locke               | 24 mars 2009 – 1er août 2011         | Barack Obama                       |
| Rebecca Blank (intérim)  | 1er août 2011 – 21 octobre 2011      | Barack Obama                       |
| John Bryson              | 21 octobre 2011 – 11 juin 2012       | Barack Obama                       |
| Rebecca Blank (intérim)  | 11 juin 2012 – 1er juin 2013         | Barack Obama                       |
| Cameron Kerry (intérim)  | 1er – 26 juin 2013                   | Barack Obama                       |
| Penny Pritzker           | 26 juin 2013 – 20 janvier 2017       | Barack Obama                       |
| Wilbur Ross              | 27 février 2017 - 20 janvier 2021    | Donald Trump                       |
| Wynn Coggins (intérim)   | 20 janvier 2021 - 2 mars 2021        | Joe Biden                          |
| Gina Raimondo            | 3 mars 2021 - 20 janvier 2025        | Joe Biden                          |
| Howard Lutnick           | 21 février 2025 -                    | Donald Trump                       |